# أندريا غياكوميني
أندريا غياكوميني (بالإيطالية: Andrea Giacomini)‏ هو لاعب كرة قدم إيطالي في مركز الوسط، ولد في 4 أبريل 1987 في تشامبينو في إيطاليا. لعب مع كوسينزا كالشيو ونادي أسكولي ونادي ترنانا ونادي روما ونادي ريميني ونادي ساليرنيتانا.